# Rotbrauen-Panthervogel

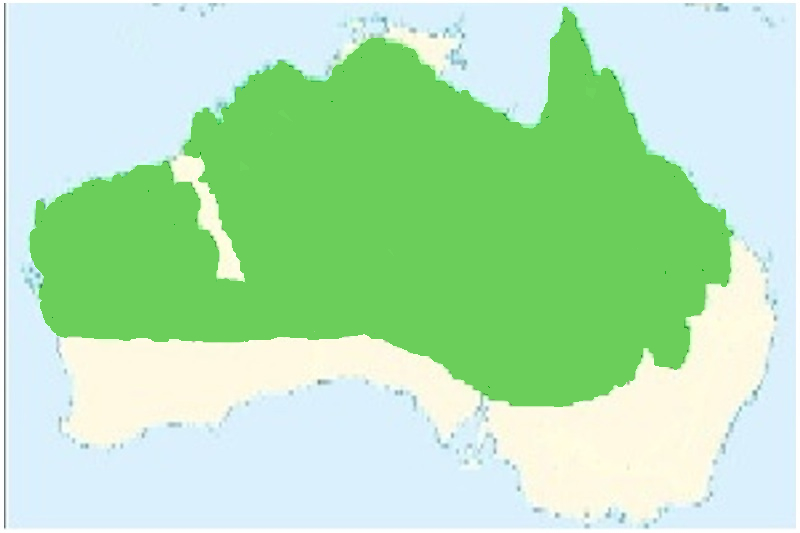
Verbreitungsgebiet des Rotbrauen-Panthervogels

Der Rotbrauen-Panthervogel (Pardalotus rubricatus) ist ein endemisch in Australien vorkommender Singvogel aus der Familie der Panthervögel (Pardalotidae). Der Artname basiert auf dem lateinischen Wort rubricatus mit der Bedeutung „rot gefärbt“ und bezieht sich auf den roten Fleck am Schnabelansatz der Vögel.

## Merkmale
Der Rotbrauen-Panthervogel erreicht im Durchschnitt eine Länge von 10,9 Zentimetern und ein Gewicht von knapp 11 Gramm. Bei den Geschlechtern besteht bezüglich der Gefiederfarbe kein Unterschied. Die Oberseite einschließlich der Flügel ist hellbraun bis graubraun gefärbt. Einige Federn der Handschwingen haben eine gelbe Farbe. Die Kappe ist schwarz und mit vielen weißen Punkten überzogen, der Überaugenstreif ist gelb und beginnt am Schnabelansatz mit einem roten Fleck. Die braunen Schwanzfedern sind kurz. Kehle, Brust und Bauch sind weißlich bis cremefarben und zeigen einen großen gelblichen Fleck. Die Iris ist hellgelb.

## Ähnliche Arten
Die ebenfalls endemisch in Australien vorkommenden Arten Fleckenpanthervogel (Pardalotus punctatus) und Streifenpanthervogel (Pardalotus striatus) unterscheiden sich vom Rotbrauen-Panthervogel durch das Fehlen der gelben Federn in den Flügeln. Außerdem ist der Überaugenstreif am Schnabelansatz beim Fleckenpanthervogel weiß und beim Streifenpanthervogel gelb.

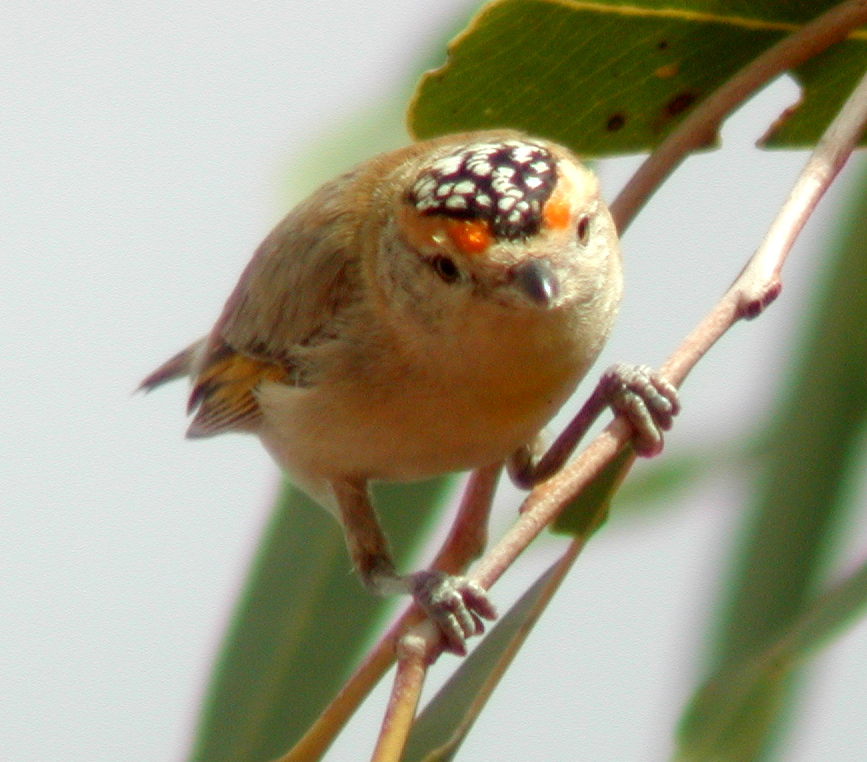
Rotbrauen-Panthervogel mit rotem Schnabelansatz
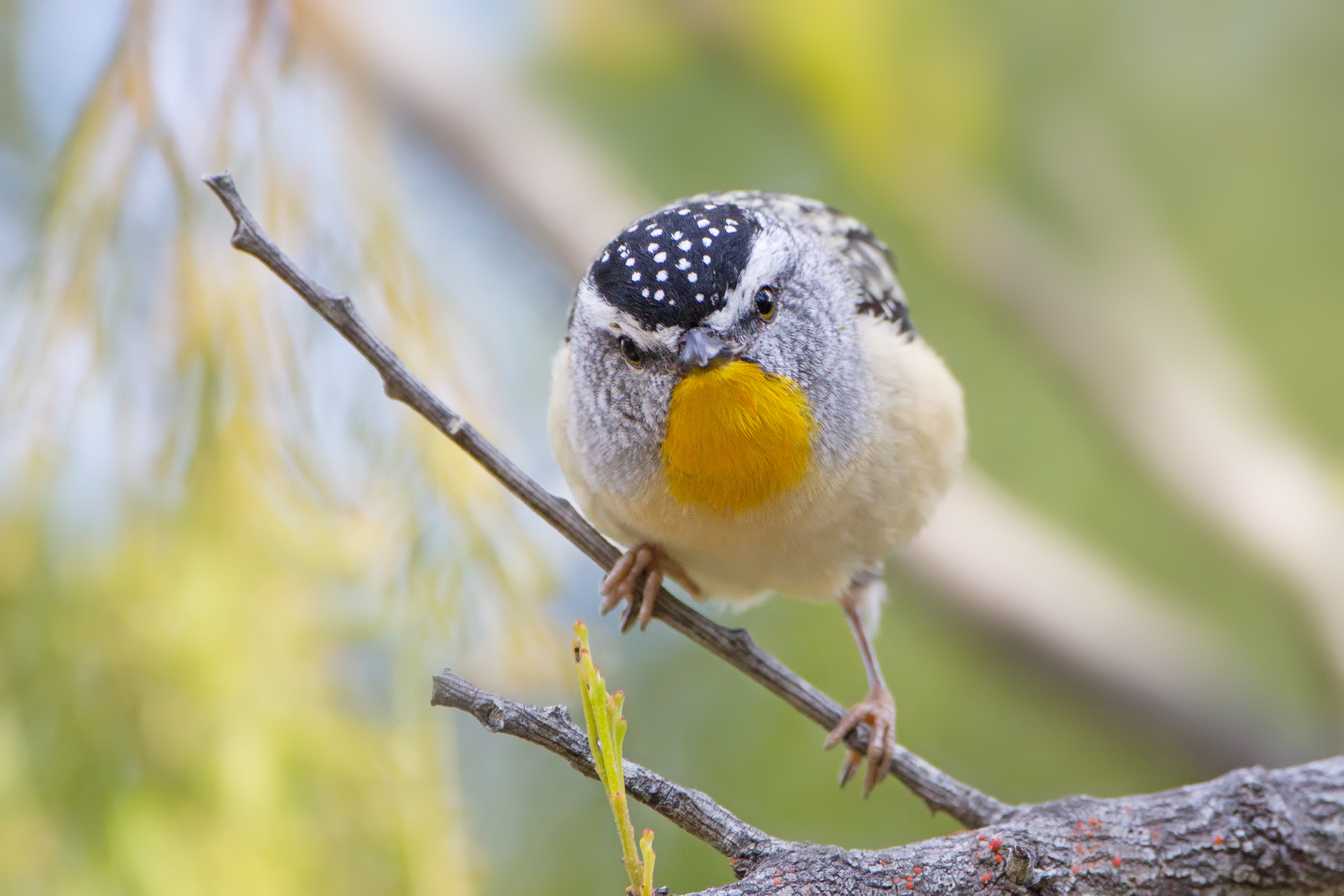
Fleckenpanthervogel mit weißem Schnabelansatz
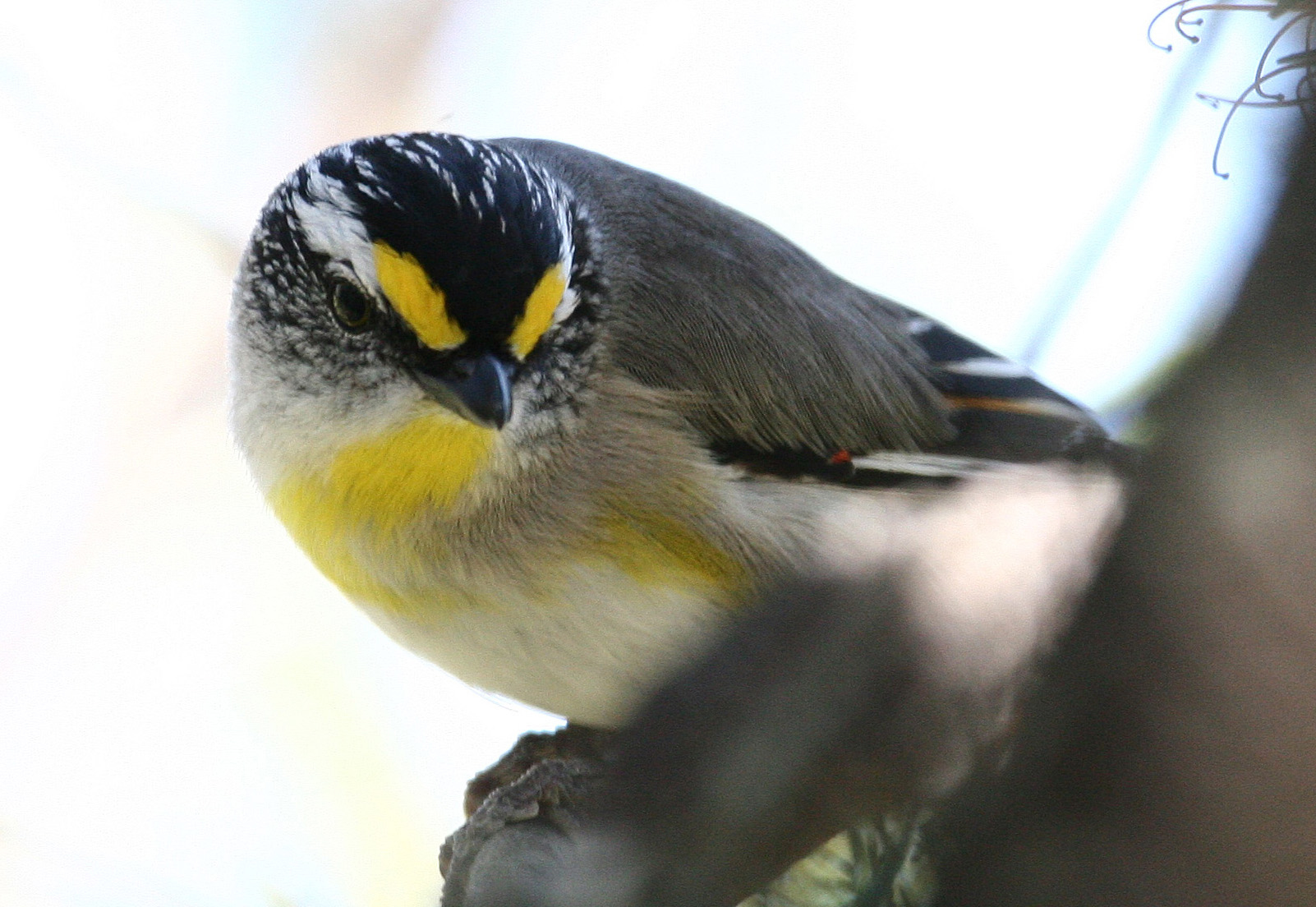
Streifenpanthervogel mit gelbem Schnabelansatz

## Verbreitung, Unterarten und Lebensraum
Die Art kommt ausschließlich in Australien vor. Die Nominatform Pardalotus rubricatus rubricatus besiedelt den Norden, Westen und die Mitte des Kontinents. Die Unterart Pardalotus rubricatus yorki bewohnt die Kap-York-Halbinsel sowie weitere Gebiete in Far North Queensland. Die Art ist in erster Linie in Savannen und Strauchlandschaften sowie felsigen und bergigen Gebieten zu finden. Die Höhenverbreitung erstreckt sich vom Meeresspiegel bis auf 700 Meter.

## Lebensweise
Rotbrauen-Panthervogel leben einzeln, paarweise oder in kleinen Gruppen. Ihre Nahrung suchen sie am Boden im Laub oder lesen sie von der Blattoberfläche von Pflanzen ab. Eine wichtige Nahrungsquelle sind Pflanzenläuse sowie der von diesen ausgeschiedene Honigtau, der Zucker und Kohlenhydrate liefert. Hinzu kommen Käfer, Fliegen, Zwergzikaden, Schildwanzen, Ameisen und pflanzliche Nahrung.
Die Brutzeit erstreckt sich schwerpunktmäßig von Juli bis Dezember. Die Paare sind monogam. Beide Geschlechter beteiligen sich bei der Anlage des Nistplatzes. Dieser besteht aus einem in das lockere Erdreich gegrabenen Tunnel mit einer dahinter liegenden Nistkammer und wird meist in sandigen Geländekanten, Bergabhängen oder Sanddünen angelegt. Das tassenförmige Nest in der Kammer wird aus Rindenstreifen und Tierhaaren gebaut und mit feinem Gras ausgekleidet. Zuweilen werden auch verlassene Höhlen von Rattenkängurus, Australischen Hüpfmäusen oder Kaninchennasenbeutlern genutzt. Ein Gelege besteht aus bis zu vier Eiern. Beide Geschlechter beteiligen sich an der Brutpflege.
Der Ruf des Rotbrauen-Panthervogels wird aus einer Serie von fünf oder sechs Noten gebildet, wobei die erste Note länger und niedriger als die verbleibenden Noten ist. Während der Brutzeit lassen die Männchen regelmäßig ihren Ruf von einem in ihrem Revier befindlichen Baum erschallen, um ihr Territorium zu markieren.

## Gefährdung
Der Rotbrauen-Panthervogel bildet in Australien stabile Populationen und wird demzufolge von der Weltnaturschutzorganisation IUCN als „least concern = nicht gefährdet“ geführt.